# Камерун на літніх Олімпійських іграх 2016
Камерун на літніх Олімпійських іграх 2016 був представлений 27 спортсменами в 6 видах спорту. Жодної медалі олімпійці Камеруну не завоювали.

## Спортсмени
| Дисципліна     | Чоловіки | Жінки | Разом |
| -------------- | -------- | ----- | ----- |
| Легка атлетика | 0        | 2     | 2     |
| Бокс           | 4        | 0     | 4     |
| Дзюдо          | 0        | 1     | 1     |
| Волейбол       | 0        | 15    | 15    |
| Важка атлетика | 1        | 1     | 2     |
| Боротьба       | 0        | 3     | 3     |
| Разом          | 5        | 22    | 27    |

## Легка атлетика
Key
- Note – для трекових дисциплін місце вказане лише для забігу, в якому взяв участь спортсмен
- Q = пройшов у наступне коло напряму
- q = пройшов у наступне коло за добором (для трекових дисциплін - найшвидші часи серед тих, хто не пройшов напряму; для технічних дисциплін - увійшов до визначеної кількості фіналістів за місцем якщо напряму пройшло менше спортсменів, ніж визначена кількість)
- NR = Національний рекорд
- N/A = Коло відсутнє у цій дисципліні
- Bye = спортсменові не потрібно змагатися у цьому колі

Технічні дисципліни
| Спортсмен               | Дисципліна                | Кваліфікація       | Кваліфікація | Фінал              | Фінал            |
| Спортсмен               | Дисципліна                | Результат у метрах | Місце        | Результат у метрах | Місце            |
| ----------------------- | ------------------------- | ------------------ | ------------ | ------------------ | ---------------- |
| Оріоль Донгмо Мекемнанг | штовхання ядра (жінки)    | 17.92              | 10 q         | 16.82              | 12               |
| Жоель Мбумі Нкуінджин   | потрійний стрибок (жінки) | 13.11              | 36           | Завершила виступ   | Завершила виступ |

## Бокс
| Спортсмен            | Категорія           | 1/16 фіналу        | 1/8 фіналу         | Чвертьфінали       | Півфінали          | Фінал              | Фінал           |
| Спортсмен            | Категорія           | Суперник Результат | Суперник Результат | Суперник Результат | Суперник Результат | Суперник Результат | Місце           |
| -------------------- | ------------------- | ------------------ | ------------------ | ------------------ | ------------------ | ------------------ | --------------- |
| Сімпліс Фотсала      | до 49 кг (чоловіки) | Яфай (GBR) L 0–3   | Завершив виступ    | Завершив виступ    | Завершив виступ    | Завершив виступ    | Завершив виступ |
| Махаман Смайла       | до 64 кг (чоловіки) | Гозгеч (TUR) L 0–3 | Завершив виступ    | Завершив виступ    | Завершив виступ    | Завершив виступ    | Завершив виступ |
| Вілфрід Нтсенге      | до 75 кг (чоловіки) | Вівас (COL) W 2–1  | Abdin (EGY) L 0–3  | Завершив виступ    | Завершив виступ    | Завершив виступ    | Завершив виступ |
| Хассан Н'Дам Н'Жикам | до 81 кг (чоловіки) | Борхес (BRA) L 0–3 | Завершив виступ    | Завершив виступ    | Завершив виступ    | Завершив виступ    | Завершив виступ |

## Дзюдо
| Спортсмен       | Категорія        | 1/16 фіналу                  | 1/8 фіналу         | Чвертьфінали       | Півфінали          | Втішний поєдинок   | Фінал / БМ         | Фінал / БМ       |
| Спортсмен       | Категорія        | Суперник Результат           | Суперник Результат | Суперник Результат | Суперник Результат | Суперник Результат | Суперник Результат | Місце            |
| --------------- | ---------------- | ---------------------------- | ------------------ | ------------------ | ------------------ | ------------------ | ------------------ | ---------------- |
| Ортенс Атаньяна | до 78 кг (жінки) | Погоржелец (POL) L 000–000 S | Завершила виступ   | Завершила виступ   | Завершила виступ   | Завершила виступ   | Завершила виступ   | Завершила виступ |

## Волейбол

### У приміщенні

#### Жіночий турнір
Склад команди
Шаблон:Склад жіночої збірної Камеруну з волейболу на літніх Олімпійських іграх 2016
Груповий етап
Шаблон:Підсумкова таблиця в групі A жіночого турніру з волейболу на літніх Олімпійських іграх 2016
Шаблон:Жіночий турнір з волейболу на літніх Олімпійських іграх 2016, гра A2
Шаблон:Жіночий турнір з волейболу на літніх Олімпійських іграх 2016, гра A4
Шаблон:Жіночий турнір з волейболу на літніх Олімпійських іграх 2016, гра A7
Шаблон:Жіночий турнір з волейболу на літніх Олімпійських іграх 2016, гра A10
Шаблон:Жіночий турнір з волейболу на літніх Олімпійських іграх 2016, гра A13

## Важка атлетика
| Спортсмен          | Категорія           | Ривок     | Ривок | Поштовх   | Поштовх | Загалом | Місце |
| Спортсмен          | Категорія           | Результат | Місце | Результат | Місце   | Загалом | Місце |
| ------------------ | ------------------- | --------- | ----- | --------- | ------- | ------- | ----- |
| Петі Мінкумба      | до 94 кг (чоловіки) | 140       | 16    | 165       | 16      | 305     | 16    |
| Арканджелін Фуоджи | до 69 кг (жінки)    | 82        | 16    | 105       | 14      | 187     | 14    |

## Боротьба
Key
- VT - Перемога на туше.
- PP – Перемога за очками – з технічними очками в того, хто програв.
- PO – Перемога за очками – без технічних очок в того, хто програв.
- ST – Перемога за явної переваги – різниця в очках становить принаймні 8 (греко-римська боротьба) або 10 (вільна боротьба) очок, без технічних очок у того, хто програв.

Жінки
| Спортсменка    | Категорія | Кваліфікація          | 1/8 фіналу              | Чвертьфінал             | Півфінал            | Втішний поєдинок 1  | Втішний поєдинок 2   | Фінал / БМ            | Фінал / БМ |
| Спортсменка    | Категорія | Суперниця Результат   | Суперниця Результат     | Суперниця Результат     | Суперниця Результат | Суперниця Результат | Суперниця Результат  | Суперниця Результат   | Місце      |
| -------------- | --------- | --------------------- | ----------------------- | ----------------------- | ------------------- | ------------------- | -------------------- | --------------------- | ---------- |
| Ребекка Муамбо | до 48 кг  | Янкова (BUL) L 0–4 ST | Завершила виступ        | Завершила виступ        | Завершила виступ    | Завершила виступ    | Завершила виступ     | Завершила виступ      | 16         |
| Джозеф Ессомбе | до 53 кг  | Bye                   | Аргуелло (VEN) L 0–5 VT | Завершила виступ        | Завершила виступ    | Завершила виступ    | Завершила виступ     | Завершила виступ      | 16         |
| Анабель Алі    | до 75 кг  | Bye                   | Веффер (VEN) W 3–0 PO   | Манюрова (KAZ) L 1–3 PP | Завершила виступ    | Bye                 | Немет (HUN) W 3–1 PP | Букіна (RUS) L 1–3 PP | 5          |